# Fantasi Fantasi
Fantasi Fantasi er en dansk dokumentarfilm fra 2018 instrueret af Kaspar Astrup Schröder.

## Handling
Dokumentarfilmen, der er skudt over tre år, følger de to tvillingepiger Molly og Smilla i en afgørende tid af deres liv, fra de er 11, til de er 15. Pigerne har autisme og er ikke som andre børn. De skal lære at leve med bevidstheden om, at de er anderledes. Filmen følger dem i nogle afgørende år, hvor de udvikler sig fra at tilhøre den samme trygge boble til at træde ud i verden som to selvstændige stærke piger, og den slutter, da Molly tager det store spring og starter på efterskole.